# Henrique de Meneses, Marquês de Louriçal
Henrique de Meneses (5 de janeiro de 1727 — 29 de maio de 1787) foi um nobre português.
Nasceu em 5 de janeiro de 1727 e morreu em 29 de maio de 1787. 7.º Conde da Ericeira e 3.º Marquês de Louriçal. Foi senhor da Ericeira, 5.º senhor de Ancião, 11.º senhor do Louriçal, Gentil-Homem da câmara de D. Maria I de Portugal, cavaleiro da Ordem do Tosão de Ouro de Espanha; comendador da Ordem de Cristo; enviado extraordinário e ministro plenipotenciário a Turim e a Roma, etc. Foi a Madrid, como embaixador, em 1785 encarregado de negociar os tratados matrimoniais dos infantes de Portugal e Espanha, D. João e D. Gabriel. Sucedeu na casa ao irmão, D. Francisco Xavier Rafael de Menezes.

## Dados genealógicos
Casado com sua sobrinha, filha de uma irmã, D. Maria da Glória da Cunha e Menezes.
Teve descendência:
Luís Eusébio Maria de Meneses Silveira (1780-1844), 8º Conde da Ericeira, 4º Marquês do Louriçal 